# Unified Extensible Firmware Interface
A Unified Extensible Firmware Interface (UEFI, magyarul Egységes Bővíthető Firmware Interfész) egy specifikáció a számítástechnikai platform firmware architektúrájának. A számítógép indításakor az UEFI-implementáció fut a legelőször az operációs rendszer előtt. Példának az AMI Aptio, Phoenix SecureCore, TianoCore EDK II vagy az InsydeH2O.
Az UEFI a BIOS-t helyettesíti, ami az IBM PC kompatibilis személyi számítógépek boot ROM-jában volt jelen, de visszafelé is tud kompatibilitást nyújtani a BIOS-szal CSM-bootolással. Az elődjéhez képest, a BIOS (egy szabvány, amit az IBM hozott létre, mint védett szoftver), az UEFI egy nyílt szabvány, amit az ipari konzorcium tart fenn. Ugyanúgy, mint a BIOS, az UEFI implementációk védettek.
Az Intel fejlesztette ki eredetileg az Extensible Firmware Interface-t (EFI, magyarul Bővíthető Firmware Interfész) specifikációt. Az utolsó Intel EFI verzió 1.10 volt, amit 2005-ben adott ki. A későbbi verziók UEFI-ként jelentek meg az UEFI Forum, Inc. által.
Az UEFI platform- és programozásinyelv-független, de C-t használnak a TianoCore EDKII referenciaimplementációjához.